# Oskar Bäck
Oskar Bäck, född 12 mars 2000 i Karlstad i Värmlands län, är en svensk professionell ishockeyspelare som 2024/25 spelar i Dallas Stars i NHL, tidigare i Färjestad BK i SHL.

## Karriär
Oskar Bäck är född i Karlstad och hans moderklubb är Hammarö HC. År 2014, då han var 14 år gammal, anslöt han till Färjestad BK:s organisation och började spela för J-16 laget, där han stod för 38 poäng under sina 25 första matcher. Han vann TV-pucken med Värmland 2014. Efter imponerade spel i Färjestad BK:s juniorlag, kallades Bäck under säsongen 2017/2018 upp till A-laget och spelade 14 matcher för Färjestad BK i SHL.
Bäck draftades av NHL-klubben Dallas Stars i draften 2018. Han draftades i den tredje rundan som den 75:e spelaren totalt och 16:e svenske spelaren.
Säsongen 2018/2019 spelade han för BIK Karlskoga i HockeyAllsvenskan. Han gjorde 20 poäng på 45 matcher, och med 16 assistpoäng vann han assistligan för juniorer i ligan.  Han spelade JVM i Kanada 2019.
Bäck återvände till Färjestad BK inför säsongen 2019/2020.